# Tatra 147
Tatra 147 DC-5 (Dumpcar) je jednostranný sklápěč s objemem korby 5 m³ a nosnosti 10 tun, určený pro těžký stavební provoz. Dumpcar DC-5 na podvozku Tatra 147 vyráběly Podpolianske strojárne, n.p. Detva v letech 1957–1961, vzniklo 1024 kusů. 

## Historie

### Vývoj a výroba
Vývoj vozu probíhal ve Výzkumném ústavu stavebních a keramických strojů v Brně. Základ vozu tvořil podvozek Tatra 147, vzniklý zkrácením standardního šasi Tatra 111 R. Kratší rozvor mezi první a druhou nápravou měl zlepšit rozložení zatížení, těžiště při sklápění a také obratnost. Ocelová, hydraulicky sklápěná korba měla vpředu ochranný štít nad kabinou řidiče. Hotový prototyp vozu DC-5 byl veřejnosti představen v roce 1956 na II. výstavě československého strojírenství v Brně. Následně byla projektová dokumentace předána do národního podniku Podpolianske strojárne Detva (PPS), kde začala v roce 1957 jeho sériová výroba. Vozidla DC-5 stavěli na podvozcích Tatra 147, dodávaných z kopřivnické automobilky Tatra. Po vzniku vývojového oddělení v PPS zde vytvořili inovovaný typ DC-5A, navenek rozpoznatelný mírně odlišným tvarem žebrování korby. Výroba původního provedení DC-5 skončila v roce 1960, poslední vůz typu DC-5A vyjel 31. března 1961. Vzniklo celkem 1024 kusů obou variant.
Automobily Tatra 147 DC-5 sloužily v Československu v nejtěžších provozních podmínkách – v kamenolomech, povrchových dolech, při výstavbě vodních děl (například nádrží Lipno a Orlík). Řada vozů byla vyvezena, především do Sovětského svazu, kromě toho i do dalších evropských a mimoevropských zemí.

### Dochované vozy
V Česku se téměř jistě žádný původní vůz nezachoval, vznikly však dvě repliky. Pravděpodobně jediný dochovaný originál objevil slovenský Veterán Klub Tatra 141 Bratislava v roce 2004 ve Španělsku. Vůz původní verze DC-5 vyrobený v roce 1959 sloužil pro přepravu materiálu v tamním uhelném dole. Roku 2013 byl převezen na Slovensko a tam v letech 2017–2018 restaurován. Vůz je zapůjčen do kopřivnického Muzea nákladních automobilů Tatra.

## Technické údaje

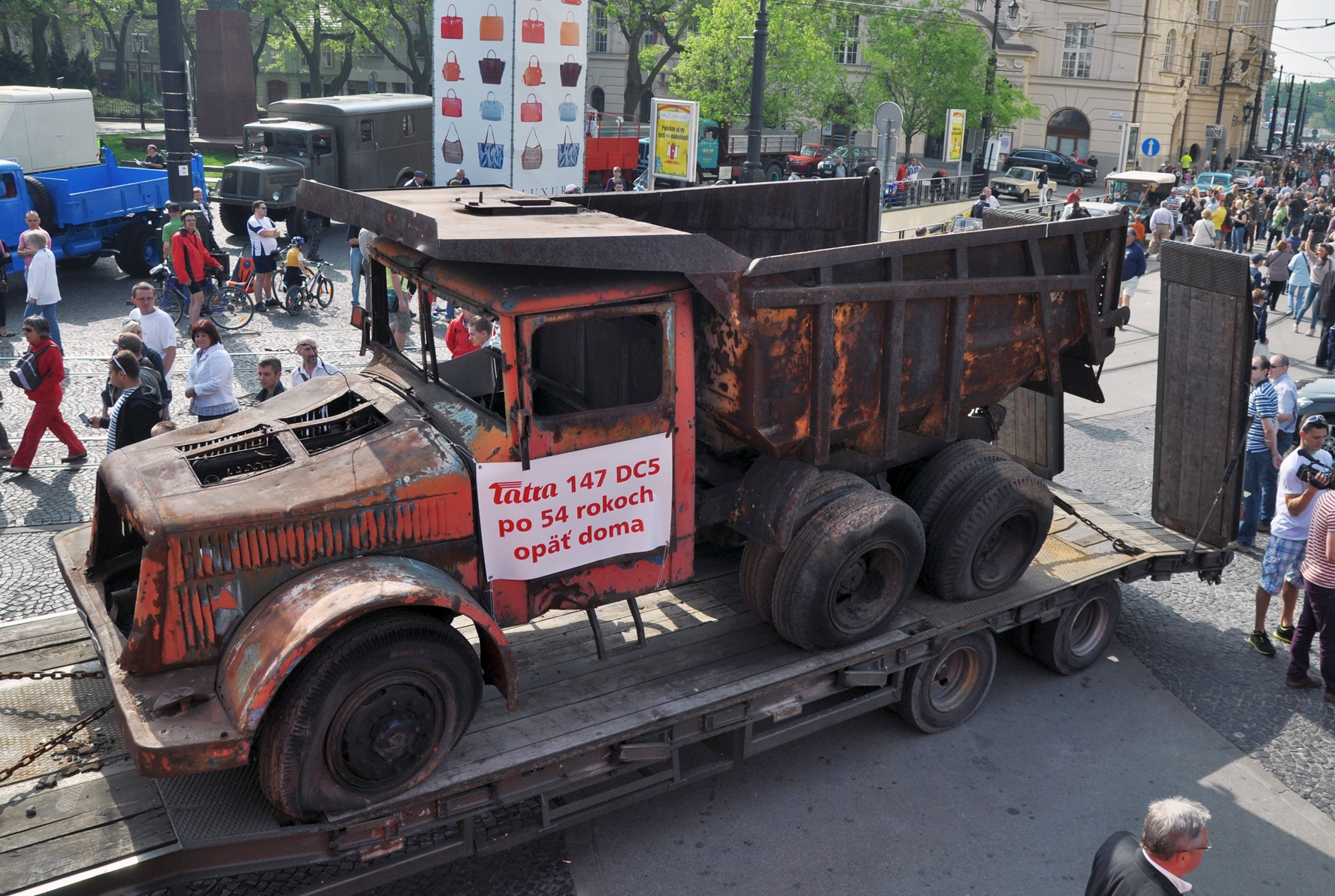
Tatra 147 DC-5 po dovezení ze Španělska, Bratislava 2013

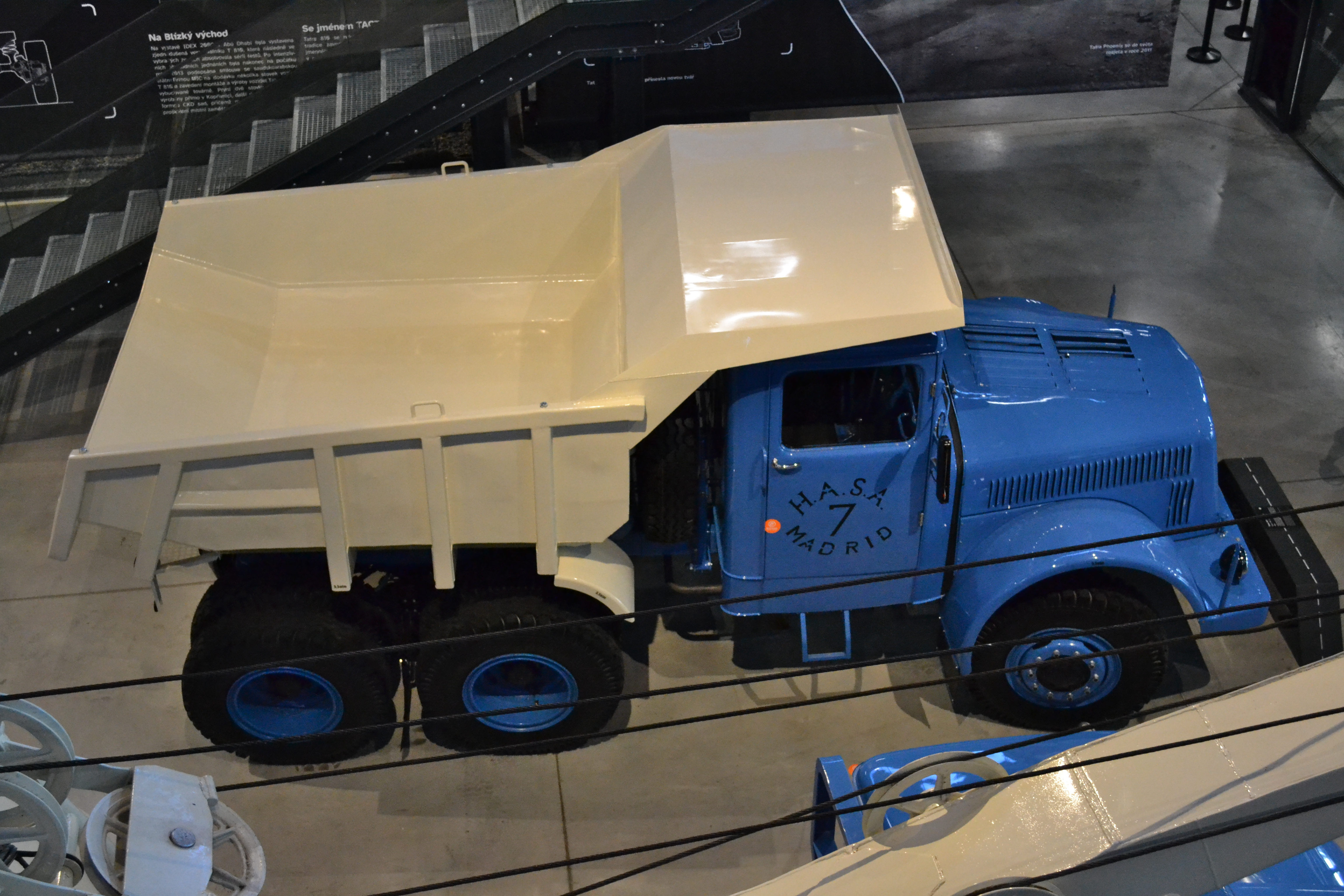
Tatra 147 DC-5, pohled shora

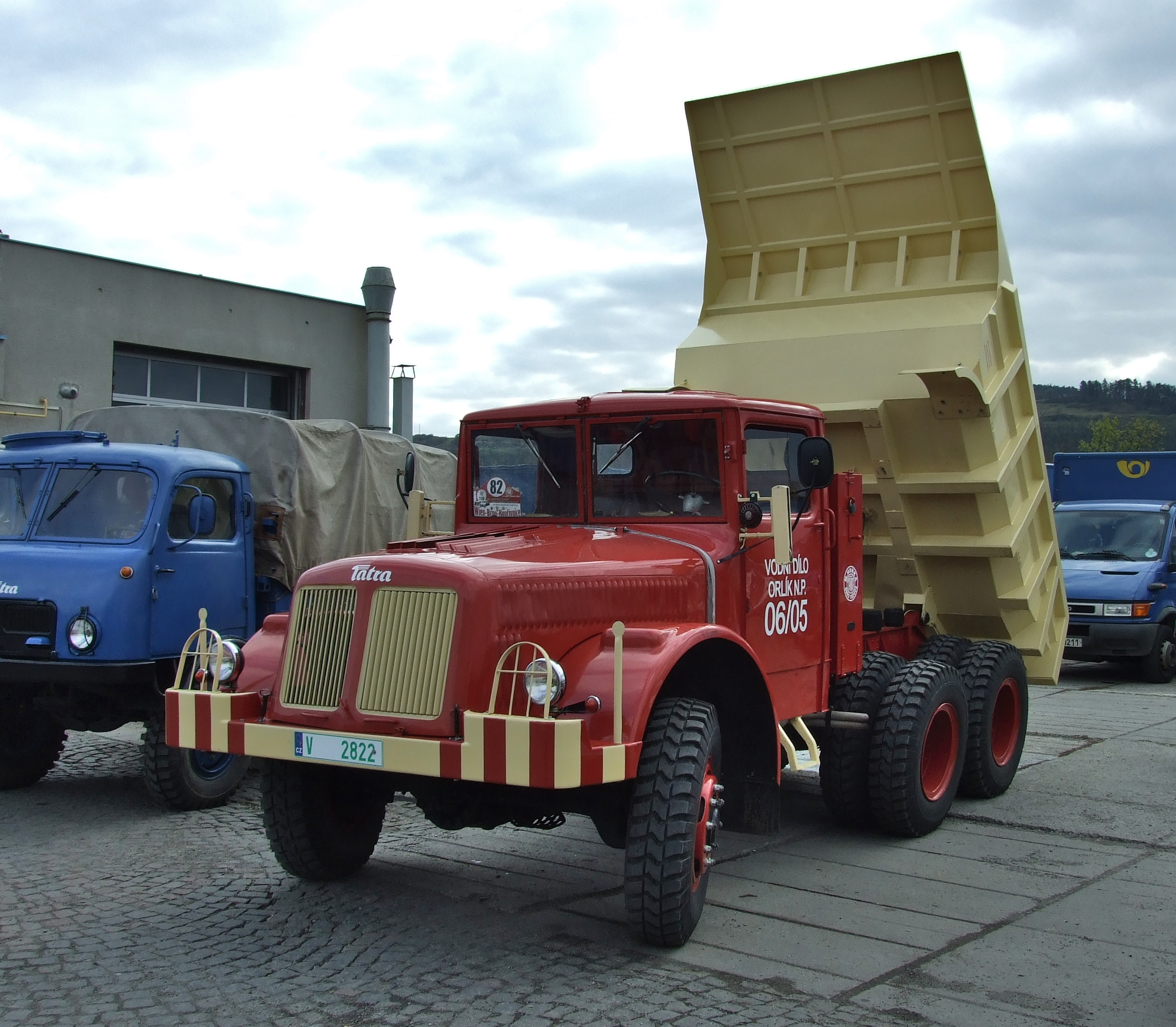
Tatra 147 DC-5, replika z přestavěné Tatry 111

### Motor a převodovka
Tatru 147 pohání vidlicový, vzduchem chlazený vznětový dvanáctiválec T 111 A s rozvodem OHV a přímým vstřikováním. Motor má zdvihový objem 14 825 cm³ (vrtání válců 110 mm, zdvih 130 mm). Úhel rozevření řad válců je 75°. Kompresní poměr činí 16,5:1. Motor dosahuje nejvyšší výkon 132 kW (180 k) při 1800 ot./min. Nejvyšší točivý moment je 752 Nm při 1500 ot./min.
Samostatné válce motoru jsou z šedé litiny, s hlavami z hliníkové slitiny. Klikový hřídel je sešroubován ze sedmi kusů a uložen v sedmi válečkových ložiskách v klikové skříni z šedé slitiny. Mazání je tlakové oběžné, se suchou klikovou skříní. Chlazení obstarávají dva axiální ventilátory hnané klikovou hřídelí pomocí dvou klínových řemenů. Palivo proudí pomocí dopravního čerpadla přes filtr do čerpadla vstřikovacího. Umístění motoru je vpředu, podélně před přední nápravou. Suchá hmotnost motoru je 970 kg.
Elektrická soustava pracuje s napětím 12 V, pouze startér motoru o výkonu  4,4 kW (6 k) je na 24 V. Vůz je vybaven dvěma 12 V dynamy o výkonu po 200 W a dvěma 12 V akumulátory po 105 Ah.
K setrvačníku motoru je napojena suchá dvoulamelová spojka.

### Podvozek
Základ podvozku tvoří dělená ocelová páteřová roura. Mezi oběma díly je vsazená rozdělovací skříň s dvoustupňovou redukcí. Na ní je shora upevněná čtyřrychlostní převodovka s přírubou pro blok motoru. vpředu opatřená přírubou pro blok motoru a převodovky. 
Vzadu je k páteřové rouře připojen montážní celek dvou hnaných zadních náprav spojených mezikusem. Obě nápravy mají výkyvné poloosy, odpružené podélně uloženými půleliptickými listovými péry. Nápravy mají samostatné rozvodovky a diferenciály s mechanickou uzávěrkou. Také přední hnaná náprava tvoří montážní celek, připojený vpředu k páteřové rouře. Náprava má výkyvné poloosy, odpružené šikmo uloženými čtvrteliptickými listovými péry. Přední náprava nemá uzávěrku diferenciálu. Pohon přední nápravy je vypínatelný. Rozchod předních kol činí 2080 mm, zadních kol 1800 mm. Rozvor první a druhé nápravy je 2900 mm, druhé a třetí nápravy 1220 mm. Světlá výška pod nápravami je 270 mm.
Vůz je opatřen vzduchotlakými bubnovými brzdami systému Škoda na všech kolech. Ruční brzda je převodová, působí na hnací hřídel zadních náprav. Kola jsou dvacetipalcová, s lisovanými ocelovými disky rozměru 10×20" a pneumatikami rozměru 12×20". Řízení je mechanické šnekové, do roku 1961 bez posilovače, od roku 1961 s hydraulickým posilovačem.

### Kabina a korba
Kabina vozu je celokovová, svařená z ocelových plechů. Čelní okno je dvoudílné, s negativním sklonem. Dveře kabiny jsou uchycené vpředu.
Dozadu sklápěcí korba má tvar vany, s geometrickým objemem 4,5 m³ a maximálním objemem 5,2 m³. Vpředu je opatřená ochranným štítem nad kabinu řidiče. Zadní část ložné plochy je zešikmená, bez zadního čela. Korba je dvouplášťová, mezi vnitřním a vnějším pláštěm ložné plochy je tlumicí vložka z dřevěných prken tloušťky 50 mm. Vnější plášť korby je svařený z ocelových plechů tloušťky 3 mm, vnitřní plášť, výztuhy a ochranný štít z plechů tloušťky 4 mm. Korba je upevněná na samostatném obdélníkovém rámu z ocelových profilů. Vyklápění korby je pomocí dvou hydraulických teleskopických válců. Dodávku hydraulického oleje zajišťuje zubové čerpadlo s maximálním tlakem 5 MPa. Čerpadlo je přes přídavnou převodovku poháněné motorem vozu. Rychlost vyklápění je 8 až 30 sekund, podle zařazeného rychlostního stupně. Maximální úhel sklopení je 65°.

### Rozměry a výkony
Délka: 6 130 mm

Šířka: 2 500 mm

Výška: 2 600 mm (přes štít)

Pohotovostní hmotnost: 9 655 kg

Užitečná hmotnost: 10 000 kg

Maximální rychlost: 61,5 km/h

Spotřeba paliva: 34 l/100 km (normovaná spotřeba při 3/4 maximální rychlosti)

Stoupavost zatíženého vozu: 48 % (na I. stupeň a terénní redukci)